# .gu
.gu – domena internetowa przypisana do Wysp Guam. Została utworzona 15 kwietnia 1994. Zarządza nią University of Guam.